# Brand Bierbrouwerij
Brand Bierbrouwerij, i vardagsspråk bara Brand, är ett nederländskt bryggeri, grundat i byn Wijlre i Limburg år 1340 och köpt av Frederik Edmond Brand år 1871. Bryggeriet ingår sedan 1989 i Heinekensfären.
Brand tillverkar ett tiotal ölvarianter, bland annat en pilsner, en ale och en oud bruin som bryggs året om men även några bock-varianter och en weizen som bryggs säsongsvis.